# フアード・シハーブ
フアード・シハーブ（アラビア語表記:فؤاد شهاب、ラテン語表記:Fuad Chehab、1902年3月19日-1973年4月25日）は、レバノン共和国の政治家。同国大統領（第10代：1958-1964）、大統領代行を務めた。

## 陸軍時代
1902年に、先祖に高貴な家系を持つキリスト教マロン派（マロン典礼カトリック教会）の家庭で生まれたシハーブは、1945年にレバノン陸軍の司令官に就任した。
1952年、ビシャーラ・アル＝フーリー政権が汚職で辞職を余儀なくされた際には、陸軍が、政治に介入することを拒否する姿勢を示した。シハーブは、フーリー退陣後、4日間だけ暫定政権を率いた経験を持つが、それは、フーリー退陣後の公正な大統領選挙を実施するためであり、カミール・シャムーンが大統領に選出されるとその職を辞した。
1957年のシャムーン政権によるゲリマンダーのもと、行われた選挙の結果、シャムーン政権に反対の立場を採るシーア派、ドゥルーズ派などのイスラーム勢力は、議席を失う結果となった。エジプトやシリアなどの汎アラブ主義の台頭とあいまって、レバノン国内では暴動が発生するようになった（レバノン危機）。
その際、シハーブは将軍の立場にいたが、シャムーン政権による暴動鎮圧の要請を断っている。国内情勢のこれ以上の悪化を回避するためと考えられている。
シャムーン政権は、アメリカのアイゼンハワー大統領に事態の沈静化を要請し、アメリカ海兵隊がベイルートに上陸した。ムスリムとアメリカの支持を得たシハーブは、シャムーンの後継者になるように要請を受けた。
1958年7月31日の大統領選に土壇場で立候補し、当選。大統領就任にあたり、シハーブは、「今回の革命では、勝者も敗者もいない」と宣言した。シハーブは、世俗、宗教勢力のそれぞれの協力を得て、レバノン国内情勢の沈静化と緊張の緩和を取り戻すことに成功した。

## 大統領時代
1960年、レバノンはある程度安定を見せ、改革路線も順調に進んでいっていたため、シハーブは、大統領職を辞めることを検討した。しかしながら、レバノン議会は、任期を全うする1964年までは、大統領職を継続することを要求し、シハーブもまた、議会の説得に応じた。1961年ごろから、レバノン軍の情報局の強化を行った。情報局の強化を図ることで他の対外勢力が国内問題に介入することを回避することを企図した。具体的な監視対象は、シリア社会国家主義党による攻撃を抑えるためであり、また、増大するパレスチナ難民を監視することが目的であった。シハーブの治安維持策は、反対派からは反民主的、軍事主義的であるという批判の声が上がった。
シハーブの政治スタイルは、キリスト教徒とムスリムの宗派間のバランスを絶えずとり続けることにあった。対話や穏健主義を後にシハービズムと呼ぶようになった。シハーブは、現代的な行政機構や道路網、学校制度を全国的に整備すると同時に、開発が遅れていた南レバノンを代表とする僻地にも電気、水道、診療所を設置することで、社会政策上にもある程度、成功した。しかしながら、インフラストラクチャーの整備と学校教育が充実したことによって、地方の農民は、おかれていた貧困の環境に不満を抱くようになり、南レバノン県やバールベックからベイルートへ人口の移動をもたらした。ベイルートの急速な都市化のペースは、それぞれの宗派間のバランスをとりながらの政治スタイルでは、対処することが出来なかった。その結果、レバノン国内では、再び、社会に対する不満が募り始めた。
シャムーン政権の破綻の原因が、汎アラブ主義（ナーセル主義といったほうが適切）を掲げた周辺諸国、特にエジプトとの対外関係に行き詰まりを見せたこともあったため、シハーブは、ナーセル主義に最大限の敬意を示すことで、国内のムスリムの不満を抑えることに成功した。また、当時の中東諸国がソビエト連邦との関係を深めていたため、その中で、中立の政策を維持することはかなりの困難を伴った。アメリカとの関係強化は、ソ連の支援を受けたテロの危険を高める可能性があったため、かつての宗主国であるフランスとの関係強化を図った。だが、フランスとの関係強化は、中東に勢力圏を広げようとしたアメリカの反発を招き、アメリカは、反シハーブ政権の支援に動いた。

## 大統領引退とその後
1964年、シハーブは、大統領にとどまることを求められたが、選挙結果では、反シハーブ勢力が多数を占めるにいたった。シハーブもまた、憲法を延長しての大統領の座にとどまることを否定し、大統領選出選挙で圧倒的多数を得たシャールル・ヘローが次の大統領に就任した。しかし、シハーブは、ヘローの政権運営に不満を抱くようになり、禅譲に対して後悔した。ヘローの政治スタイルは、封建的であり、また、パレスチナ・ゲリラがレバノンの治安を悪化させたからである。
1970年の大統領選挙の際には、再びの出馬が求められたが、シハービストのリーダーであったイリヤース・サルキースを後継者に指名した。だが、サルキースは、スレイマン・フランジーヤに1票差で議会内の選挙で敗退したため、シハーブの後継にサルキースが就任することは事実上不可能となった。。
シハーブは1973年4月、ベイルートで死去した。71歳であった。
1976年、シハーブの後継者であるサルキースが、レバノン内戦の沈静化のために、大統領に選出されるが、既に、シハーブが理想とした中立政策と国内への対外勢力による干渉は、不可能となっていた。バアス党を基盤とするシリア、レバノンをキリスト教国にとどめておくことで「中東の例外」を回避したいイスラエル、故国の土地を奪われたパレスチナの介入が既に避けられない状況にまで、レバノンは国内が混乱した。そのことを考えれば、シハーブの評価は、正しく評価されても良いであろう。
| 公職                                                 | 公職                                                  | 公職                                       |
| ---------------------------------------------------- | ----------------------------------------------------- | ------------------------------------------ |
| 先代 ビシャーラ・アル＝フーリー カミール・シャムーン | レバノン共和国大統領 （代行）1952 第10代：1958 - 1964 | 次代 カミール・シャムーン シャルル・ヘロー |